# Diego Fraire
Diego Fraire (Porteña, provincia de Córdoba, 31 de mayo de 1989) es un futbolista argentino.

## Trayectoria
Se inició en la práctica del fútbol en el club de su pueblo, Porteña Asociación Cultural y Deportiva, y desde allí daría el salto a las inferiores del club Atlético Rafaela, en el que hizo su debut en primera en el Nacional B, en el año 2008. En su paso por el conjunto de Rafaela tuvo muy buenas actuaciones, alternando partidos como titular y suplente. Jugó la promoción por el ascenso a Primera División con Atlético de Rafaela contra Gimnasia y Esgrima de La Plata, perdiendo el partido definitorio y manteniéndose en la Primera B Nacional.
Tuvo mucha participación en el equipo rafaelino cuando Marcelo Fuentes era el técnico pero con la llegada de Carlos Trullet fue perdiendo presencia. A mitad del año 2010 es presentado como refuerzo del Unión de Mar del Plata para jugar el Torneo Argentino A.
En el año 2011 es transferido al Unión de Sunchales. A mitad del 2012, vuelve a Atlético Rafaela para jugar en la Primera División del Fútbol Argentino 2013 a central Córdoba de Santiago del Estero argentino A, vuelve a Atlético Rafaela, queda libre , se va a jugar a 9 de julio de Rafaela argentino B , hizo paso por porteña asociación cultural y deportivo, después pasa por deportivo ramona temporada 2015/2016, después se va a club san Martín se las escobas 2017/2018..hoy actualmente en porteña asociación cultural.
2021 actualmente en san. Martín De Las Escobas

## Clubes
| Club                                  | País      | Año         |
| ------------------------------------- | --------- | ----------- |
| Atlético de Rafaela                   | Argentina | 2008 - 2010 |
| Unión de Mar del Plata                | Argentina | 2010 - 2011 |
| Unión de Sunchales                    | Argentina | 2011 - 2012 |
| Atlético Rafaela                      | Argentina | 2012 - 2013 |
| Central Córdoba (Santiago del Estero) | Argentina | 2013        |
| Club Atlético 9 de Julio (Rafaela)    | Argentina | 2013 - 2014 |
| Porteña Asociación y Cultural         | Argentina | 2014 - 2015 |
| Deportivo Ramona                      | Argentina | 2015 - 2016 |
| Club San Martín de las Escobas        | Argentina | 2016 - 2017 |

2019 - act
Porteña Asociación cultural y 
deportiva
2021 San Martín de las escoba